# Antoine-Jérôme Balard

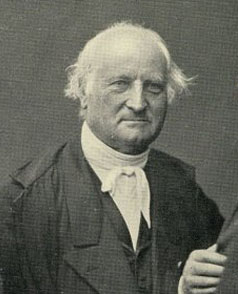
Antoine-Jérôme Balard.

Antoine-Jérôme Balard, född den 30 september 1802 i Montpellier, död den 30 mars 1876 i  Paris, var en fransk kemist. 
Balard var professor i kemi vid Collège de France i Paris. Framstående genom sina noggranna försök inom flera av kemins grenar,  blev Balard mest berömd genom sin upptäckt av elementet brom, vilket han lyckades framställa i fritt tillstånd. Han tilldelades Royal Medal 1830.